# Gwen Stacy (banda)
Gwen Stacy é uma banda americana de metalcore formada em 2004. O nome da banda é inspirado nas revistas em quadrinhos do Homem-Aranha, em que Gwen Stacy era uma antiga namorada de Peter Parker.

## História

### ...I Believe in Humility (2005)
A banda foi formada no verão de 2004 inicialmente pelo baixista Brent Schindler e pelo baterista T.J. Sego. Após completarem a formação da banda em 2005 com os guitarristas Patrick Meadows e Mike Bryant, gravaram um EP chamado "...I Believe in Humility", contendo 7 músicas.Após o sucesso do EP, uma demo com quatro músicas próprias foi gravada e a banda começou a vendê-la em shows locais. Em 2007 assinaram um contrato com a Ferret Records, e iniciaram as gravações do seu álbum de estréia.

### The Life I Know (2008)
O álbum intitulado "The Life I Know" foi lançado em 5 de fevereiro de 2008. A Alternative Press comparou o disco com a banda Avenged Sevenfold, dizendo que "Gwen Stacy faz A7X parecer uma simples luminária".
Antes de iniciar a turnê com a banda Poison the Well , o vocalista Cole Wallace pediu para se retirar da banda. Com isso, o guitarrista da banda Once Nothing, Geoff Jenkins, assumiu os vocais, e a turnê pela Europa foi finalmente realizada. A banda também fez uma abertura para o Eyes Set to Kill.

### A Dialogue (2009)
As gravações para o segundo disco começaram em maio de 2009, dessa vez com a gravadora Solid State Records. O CD era composto por 11 faixas,e foi lançado em 20 de outubro de 2009, com o nome de "A Dialogue". Foi feito um videoclip para a música "The First Words" em uma casa abandonada em Bensenville, sendo que este foi o clipe mais bem sucedido da banda.
Atualmente estão fazendo shows e turnês por todo o mundo, porém não há previsões de shows no Brasil ou de algum álbum novo.

## Discografia
| Data de lançamento     | Título                         | Gravadora           |
| 20 de Novembro de 2005 | ...I Believe in Humility       | Auto Produzido      |
| 5 de Fevereiro de 2008 | The Life I Know                | Ferret Music        |
| 13 de Janeiro de 2009  | The Life I Know (Relançamento) | Ferret Music        |
| 20 de Outubro de 2009  | A Dialogue                     | Solid State Records |

## Videografia
- The Fear In Your Eyes (The Life I Know)
- Gone Fishing. See You In A Year (The Life I Know)
- Paved Gold With Good Intentions (The Life I Know)
- The First Words (A Dialogue)
- A Dialogue  (A Dialogue)

## Integrantes
- Geoff Jenkins - vocalista - (2009-atualmente)
- Brent Schindler - baixista, vocal de apoio - (2004-atualmente)
- Patrick Meadows - guitarrista - (2005-atualmente)
- T.J Sego - baterista - (2004-atualmente)

### Ex-integrantes
- Cole Wallace - vocalista - (2005-2008)
- Chris Suter - guitarrista , vocal - (2004-2005)
- Josh Rickard - guitarrista - (2004-2006) (2007-2008)
- Mike Bryant - guitarrista - (2006-2007)